# Storia della Sicilia normanna
La storia della Sicilia normanna ha origine con la conquista normanna dell'Isola, iniziata nel 1061 con lo sbarco a Messina al tempo in cui essa era dominata da potentati e governatori musulmani, e si conclude con la morte dell'ultima esponente della famiglia degli Altavilla di Sicilia, Costanza, nel 1198.
Nel 1130 la dominazione normanna instaurerà un regno nell'Isola con Ruggero II: la corona verrà poi cinta da Guglielmo I, Guglielmo II e infine da Tancredi, scelto dai Normanni (appoggiati dal papato) in opposizione ai diritti di Enrico VI di Svevia. La morte di Guglielmo II lascerà però campo ad Enrico e alla moglie Costanza d'Altavilla, figlia di Ruggero II. Nel 1194 la corona andò ad Enrico (vedi Storia della Sicilia sveva) e, successivamente, al figlio Federico II, re di Sicilia nel 1198 a soli quattro anni.

## I Normanni nel panorama europeo
All'inizio dell'XI secolo erano attivi in Europa numerosi gruppi di avventurieri provenienti dall'Europa del Nord che spesso esercitavano il mercenariato o il brigantaggio. Come mercenari, i Normanni erano assai incostanti, prendendo ora le parti dell'uno ora dell'altro, e talvolta combattendo per due parti opposte contemporaneamente. L'impero bizantino se ne servì in occasione della spedizione di Giorgio Maniace in Sicilia. In qualche caso attaccarono i cristiani di rito greco dell'Italia meridionale, a ciò sollecitati dal Papa. In altre occasioni, i Normanni compirono incursioni negli stessi Stati pontifici.
Tra questi guerrieri v'era Tancredi di Altavilla e i figli di questi, tra cui Roberto, detto "il Guiscardo" e Ruggero. Roberto fu uno dei protagonisti della battaglia di Civitate (1053), in conseguenza della quale papa Leone IX fu preso prigioniero per nove mesi. Nel 1059 papa Nicola II acconsentì ad una conquista normanna del meridione d'Italia, mentre il Guiscardo, dal canto suo, disconobbe l'autorità del vescovo di Costantinopoli (il Grande Scisma tra le due chiese è del 1054). Il papato rivendicava la signoria feudale sulla Sicilia, sostenendo di averla ricevuta da Costantino, dono che sarebbe stato ribadito dai re carolingi. I Normanni non accettarono l'investitura feudale da parte del Papa, per orientarsi ad una conquista senza vincoli.

## La conquista normanna

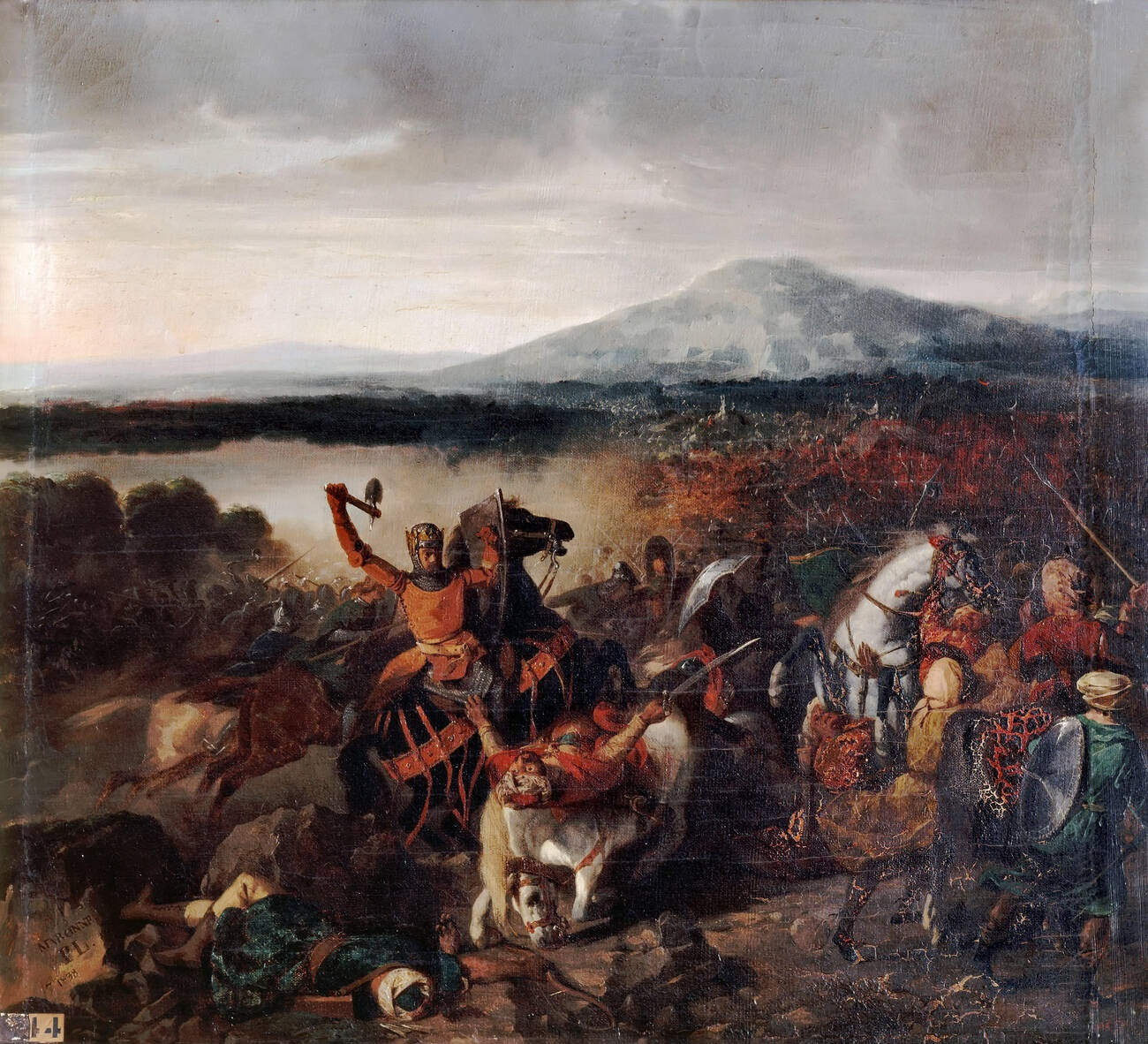
Ruggero alla battaglia di Cerami del 1063.

La Sicilia su cui giunsero i Normanni, nel 1061, aveva rappresentato una sorta di modello tra le "province" che orbitavano intorno all'espansione araba del IX secolo. Essa, infatti, era stata conquistata in seguito al jihād promosso da Asad ibn al-Furat nell'827, per quanto intorno al 1040 tanto la Sicilia islamica che i dominati musulmani sparsi nel Meridione d'Italia fossero ormai in crisi, soprattutto dopo il fallimento dell'offensiva contro la Calabria del 1031.
Diretta conseguenza della disfatta araba in Calabria fu il tentativo bizantino di riconquistare l'isola. A portare avanti il progetto fu Giorgio Maniace al cui soldo arrivarono i Normanni: tra il 1037 e il 1045, la spedizione riuscì a giungere fino a Troina. Fu a questo punto che vari capi militari arabi fondarono poteri autonomi, finché Ibn al-Thumna, rivale di Ibn al-Hawwās, emiro di Castrogiovanni, non ricercò l'aiuto dei Normanni stanziati tra Puglia e Calabria. Quelli che egli considerava solo dei mercenari finiranno però per prendere l'isola e fondare il futuro regno di Sicilia.
I Normanni dunque si affacciarono in Sicilia in un momento di crisi degli Arabi di Sicilia: il potere sull'isola risultava frammentato tra diverse famiglie impegnate a formare emirati indipendenti a Mazara, Girgenti e Siracusa, in un contesto che risultava ormai isolato dal Nord Africa. Un primo sbarco normanno in Sicilia avvenne per iniziativa di Ruggero I d'Altavilla, al quale, in accordo col fratello maggiore, venne affidata la maggiore responsabilità dell'impresa, dopo la vittoria sui Greci di Calabria. Questo primo sbarco comportò l'utilizzo di appena una sessantina di cavalieri.

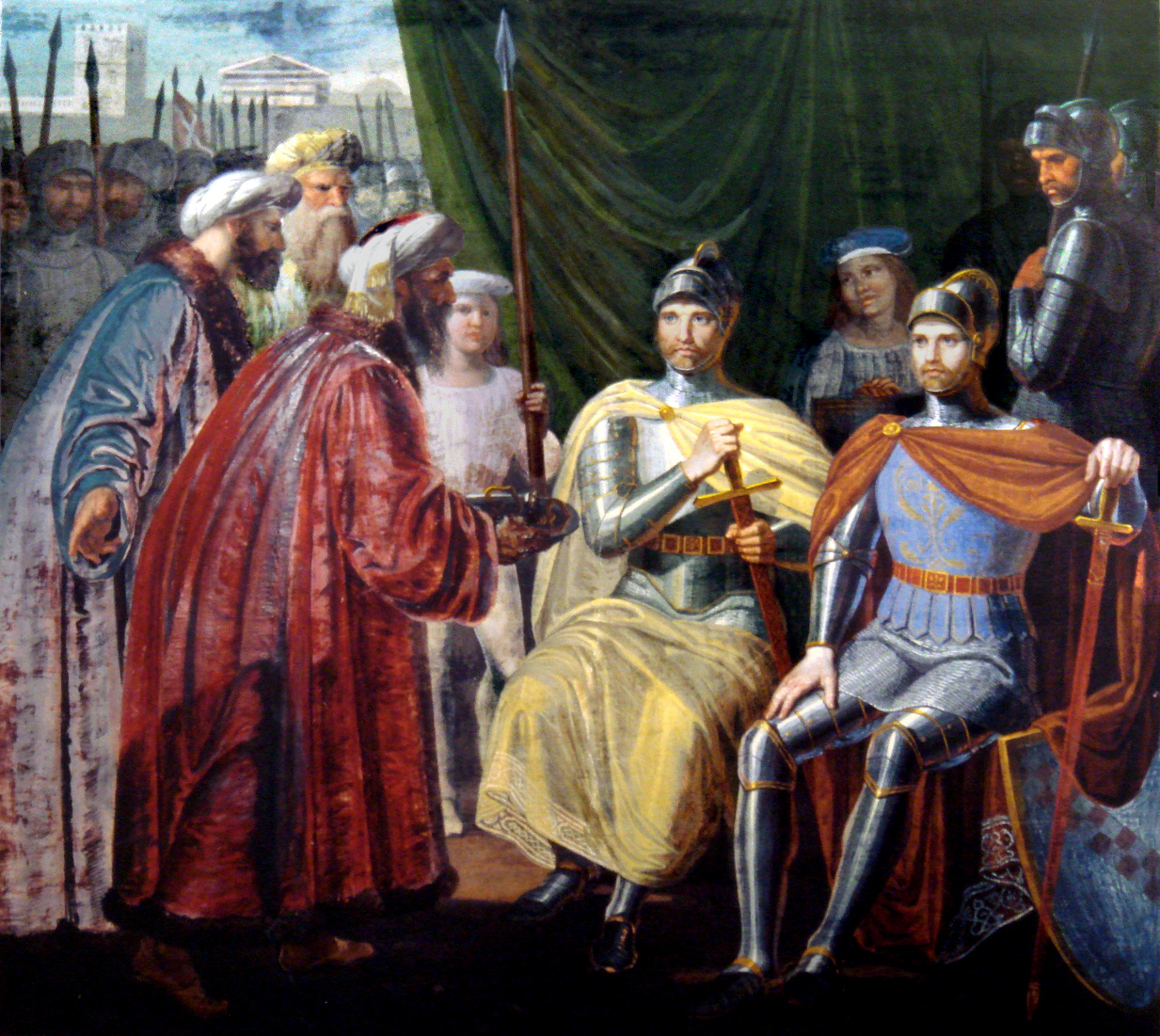
Ruggero I riceve le chiavi di Palermo (dipinto nella sala gialla di Palazzo dei Normanni).

Dopo queste prove generali, Roberto il Guiscardo e il fratello minore Ruggero posero d'assedio Messina nel 1061 e lì stabilirono il loro quartier generale, provvedendo ad innalzare nuove fortificazioni. Nel 1063 nei pressi del fiume Cerami (un affluente del Salso), ebbe luogo la Battaglia di Cerami, dove Ruggero sconfisse un esercito di arabi siciliani e africani, in cui cadde anche il Qaid di Palermo, Arcadio.
Nel 1064, Ruggero, installando una serie di guarnigioni, si era già impossessato della Sicilia nord-orientale e di un grosso bottino, che divise con il fratello maggiore.
Dopo aver conquistato Cerami, Troina ed altre città, si impadronirono di Catania nel 1071 e di Palermo nel 1072. Erano ben armati, anche se scarsi di numero, e avevano l'appoggio della marina pisana.
Nel 1072 ci fu la caduta di Mazara, nel 1077 di Trapani, nel 1086 si arresero anche Agrigento e Siracusa.

## Il nuovo Stato indipendente

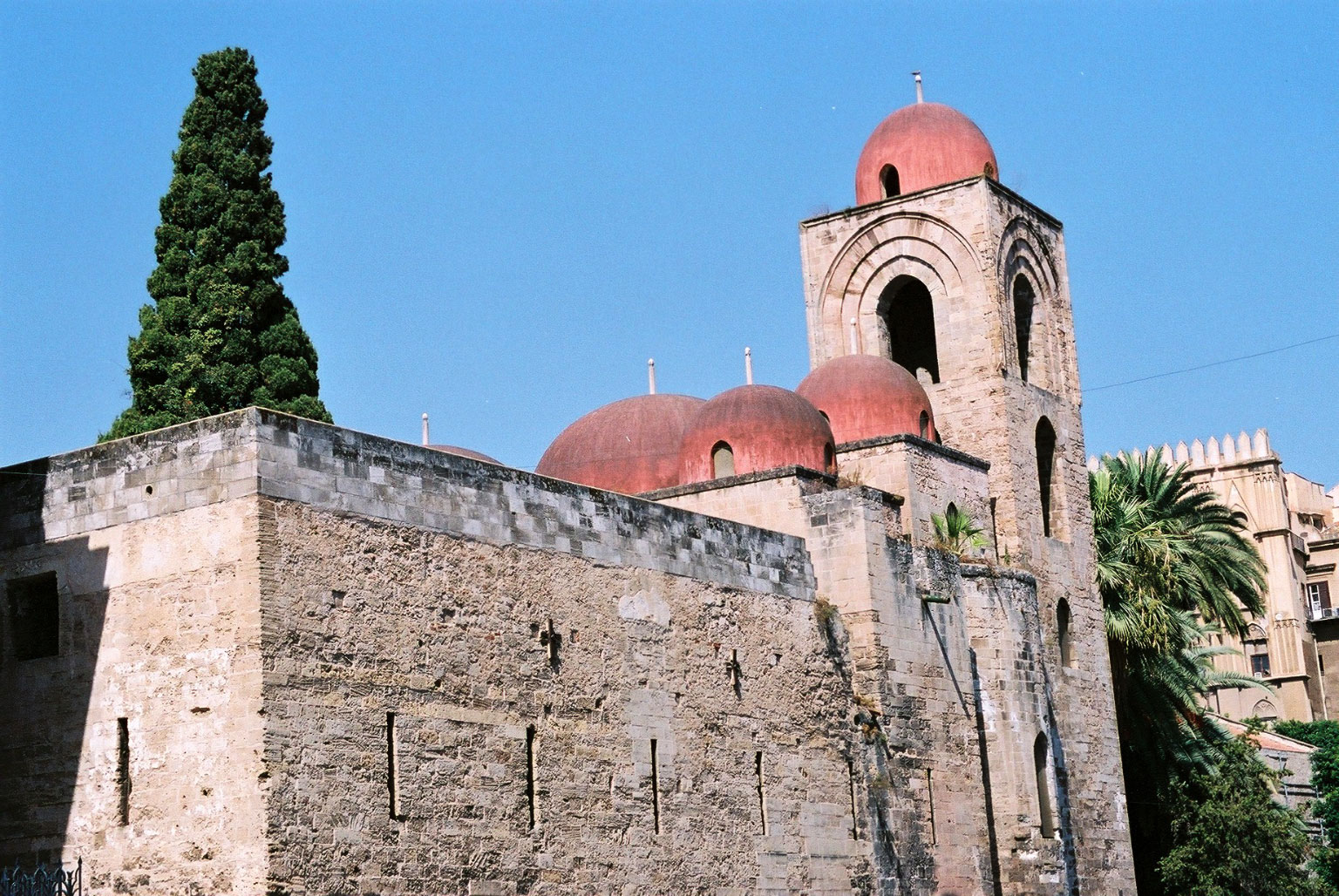
La Chiesa di San Giovanni degli Eremiti a Palermo.

Già con la conquista di Palermo vengono fissati i ruoli su cui si fonderanno i futuri rapporti di potere: i musulmani avrebbero conservato i propri giudici, mentre Roberto si attribuisce il titolo di malik, la parola che in arabo indica il re, come testimoniano i numerosi tarì d'oro, le monete da lui coniate. Nel portare a termine l'opera di conquista, il Gran Conte Ruggero si preoccupa di installare vescovi francesi nel territorio: l'alleanza con papa Urbano II ha condotto a quell'esperienza unica di privilegio concesso dal papa ai Normanni, investiti della sua fiducia nella scelta dei vescovi sull'isola, che fu l'Apostolica legazia. Diverso è il peso che viene dato alle diverse popolazioni: musulmani e cristiani di rito bizantino vengono iscritti nelle platee (cioè nelle liste contenenti un inventario dei possedimenti e degli abitanti relativi) come "villani": a loro non è concesso portare armi addosso e sono anche negati i diritti politici. Inoltre, devono pagare un canone sulla terra, che è divisa a parecchiate (corrispondenti ad una misura variabile, che va dai 14 ai 50 ettari). Da questa politica, risultano favoriti gli immigrati latini, in particolare i lombardi, provenienti per lo più dai territori della Marca Aleramica.
Ruggero I favorì la politica di ripopolamento dell'isola, con genti di origine franco-provenzale, bretone, normanna e con numerosi coloni provenienti dalle regioni settentrionali della penisola, come testimoniano i numerosi dialetti di origine galloitalica presenti nelle zone interne della Sicilia. Questo processo migratorio proseguì per tutto il periodo medievale. Di rilievo, con il matrimonio con l'aleramica Adelasia del Vasto, un copioso afflusso di genti provenienti dall'Italia settentrionale.
Impronte di rilievo lasciarono le colonie gallo-italiche, come quella di San Fratello che fu fatta stabilire accanto alla popolazione grecofona che orbitava intorno al monastero sotto i musulmani. Tale colonia non fu tra le più numerose, ma incise sul dialetto, che fu gallo-italico fino al 1922, quando, a seguito di una frana, l'abitato fu parzialmente trasferito ad Acquedolci. La presenza lombarda ebbe grande effetto anche in altri paesi interni della Sicilia orientale, come Nicosia, Aidone, Piazza Armerina, Randazzo e Sperlinga, che rientravano nei possedimenti degli Aleramici di Sicilia e dove esistono ancora oggi ricche testimonianze sia nella struttura della rete viaria che nella parlata galloitalica.
Nel 1101, muore Ruggero. Nel 1112, alla fine della reggenza in nome del figlio Ruggero II, sua moglie Adelaide del Vasto insedia la capitale dell'isola a Palermo: i grandi feudi non vengono più ammessi e l'isola diviene una sorta di grande demanio a disposizione della regina (a lei, ad esempio, è riservata la caccia).

### Il culto cristiano
I Normanni portarono il culto cristiano latino-gallicano sull'isola. Per aver portato l’isola nella cultura occidentale anche cristiana, Ruggero pretese da papa Urbano II la legazia, sulla base della quale egli poté sovrintendere alla riorganizzazione del Cristianesimo isolano. Le prime sedi vescovili furono istituite agganciandosi ai più grossi centri esistenti, con la sola eccezione di Troina, scelta quando ancora l'insediamento era seminale, e che cedette ben presto la palma a Messina. Troina fu per lungo tempo un caso unico di sede vescovile distante dal mare. Bisogna anche sottolineare che Ruggero e Adelaide favorirono non poco l'istituzione e la costruzione di monasteri di rito greco, comunque sottomessi a vescovi latini, ma poi riuniti sotto l'autorità dell'archimandrita del Salvatore di Messina e ciò proprio mentre l'ellenismo stava retrocedendo nel Meridione d'Italia.

## La nascita del Regno di Sicilia
Nel Natale del 1130, Ruggero II d'Altavilla, dopo aver sottratto l'intera Italia meridionale agli altri parenti normanni, a Palermo, Prima Sedes, Corona Regis et Regni Caput, cingeva la corona di re di Sicilia. Cominciava così un regno caratterizzato dalla convivenza di varie etnie e diverse fedi religiose, una specie di stato con un primo parlamento, un vertice amministrativo (la Magna Curia) e l'organizzazione del catasto secondo una moderna concezione. Furono affidati feudi ai propri vassalli, tra cui anche la contea di Ragusa a Goffredo d'Altavilla. A Palermo Ruggero attrasse intorno a sé i migliori uomini di ogni etnia, come il famoso geografo arabo al-Idrisi (Idrīsī o Edrisi), lo storico Nilus Doxopatrius e altri eruditi. Il Re mantenne nel regno una completa tolleranza per tutte le fedi, razze e lingue. Egli fu servito da uomini di ogni nazionalità, come l'anglonormanno Thomas Brun nella Curia, il greco Christodoulos nella flotta e il bizantino Giorgio di Antiochia, che nel 1132 fu fatto amiratus amiratorum (in effetti comandante in capo).

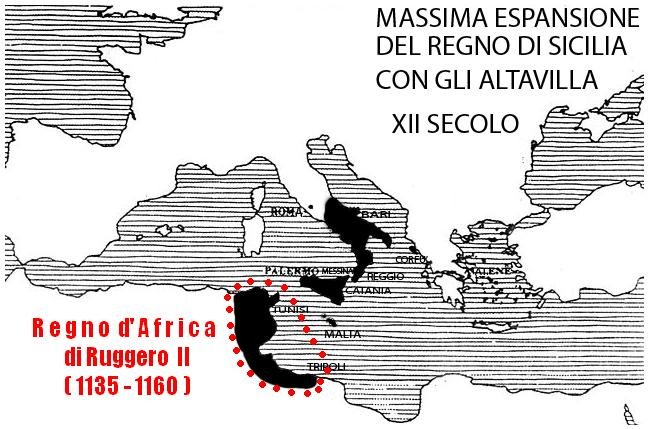
I confini nel 1160, sotto Ruggero II, massima espansione del Regno.

Ruggero rese la Sicilia la potenza dominante del Mediterraneo. Il re, che aveva unito al regno i territori dell'Italia meridionale, sopprimendo diverse rivolte, espanse la sua influenza verso la sponda africana. Grazie ad una potente flotta, costituita sotto diversi ammiragli, effettuò una serie di conquiste sulla costa africana (1135 - 1153), che andavano da Tripoli (Libia) a Capo Bon (Tunisia) e Bona (Algeria).
Ruggero II creò in quei due decenni un "Regno normanno d'Africa" che divenne un "protettorato" siciliano, sostenuto in parte dalla residua piccola comunità cristiana nel nord Africa.
Ai due Ruggero, e al breve interregno di Simone, successe nel 1154 Guglielmo I (detto il Malo) e nel 1166 Guglielmo II (detto il Buono), i quali tentarono di opporsi alle mire dell'imperatore Federico Barbarossa, deciso ad annientare il Regno dei Normanni in Sicilia. Un matrimonio di stato fra Enrico VI, figlio dell'imperatore Federico Barbarossa, e Costanza d'Altavilla, figlia di Ruggero II, nel 1185 aprì la strada alla conquista sveva.
In mezzo ci fu il regno di Tancredi di Sicilia (1189-1194) nipote di Ruggero II.

## L'epoca svevo-normanna

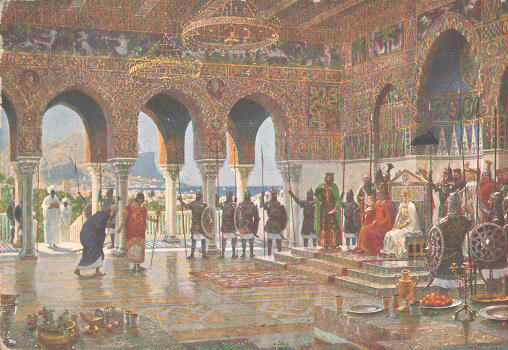
Il Cancelliere Aulico ricevuto alla corte di Federico II, a palazzo della Favara con letterati, artisti e studiosi siciliani (Michael Zeno Diemer; 1939).

Nel 1194, con la morte di Guglielmo III, re per pochi mesi, il regno passò a Enrico VI. Questi morì nel 1197 e Costanza fu regina di Sicilia fino alla scomparsa, l'anno dopo. Il regno passò a questo punto al figlio di 4 anni, Federico II di Svevia, sotto la tutela papale.
Federico visse a Palermo, con diversi tutori fino al 1208 quando quattordicenne assunse ufficialmente il potere. Nel 1212 pose la corona del regno di Sicilia sul capo del figlio di un anno Enrico VII (che era nato a Palermo) come coreggente e partì per la Germania per rivendicare la corona di imperatore del Sacro Romano Impero che ottenne due anni dopo. Federico seguì in prima persona le sorti del regno di Sicilia fino alla morte nel 1250 quando divenne reggente il figlio Manfredi di Sicilia.

## Luoghi di influenza

### I normanni a Catania
Catania, sotto la dominazione normanna, ebbe un periodo di rinnovato splendore sotto la guida del vescovo benedettino Ansgerio voluto dallo stesso Gran Conte Ruggero.

### I normanni a Messina
Con le conquiste normanne, la città di Messina ebbe sviluppo demografico e si ristabilì un moderato sviluppo economico con ripercussioni culturali e artistiche. Al secolo la città ricopre un ruolo politico e socioeconomico rilevante sia per la Sicilia che per la Calabria. Ciò equipara la città ad altri centri siciliani importanti quali, Catania, Siracusa e alcune città calabresi. Inoltre Messina ottenne nel 1172 con Guglielmo I di Sicilia numerosi privilegi legati alla istituzione della prima Magna Curia. Il periodo vede l'aumentare degli scambi di merce per via navale, con un notevole commercio paragonabile alla sede del Regno di Sicilia, Palermo.

### I normanni a Palermo

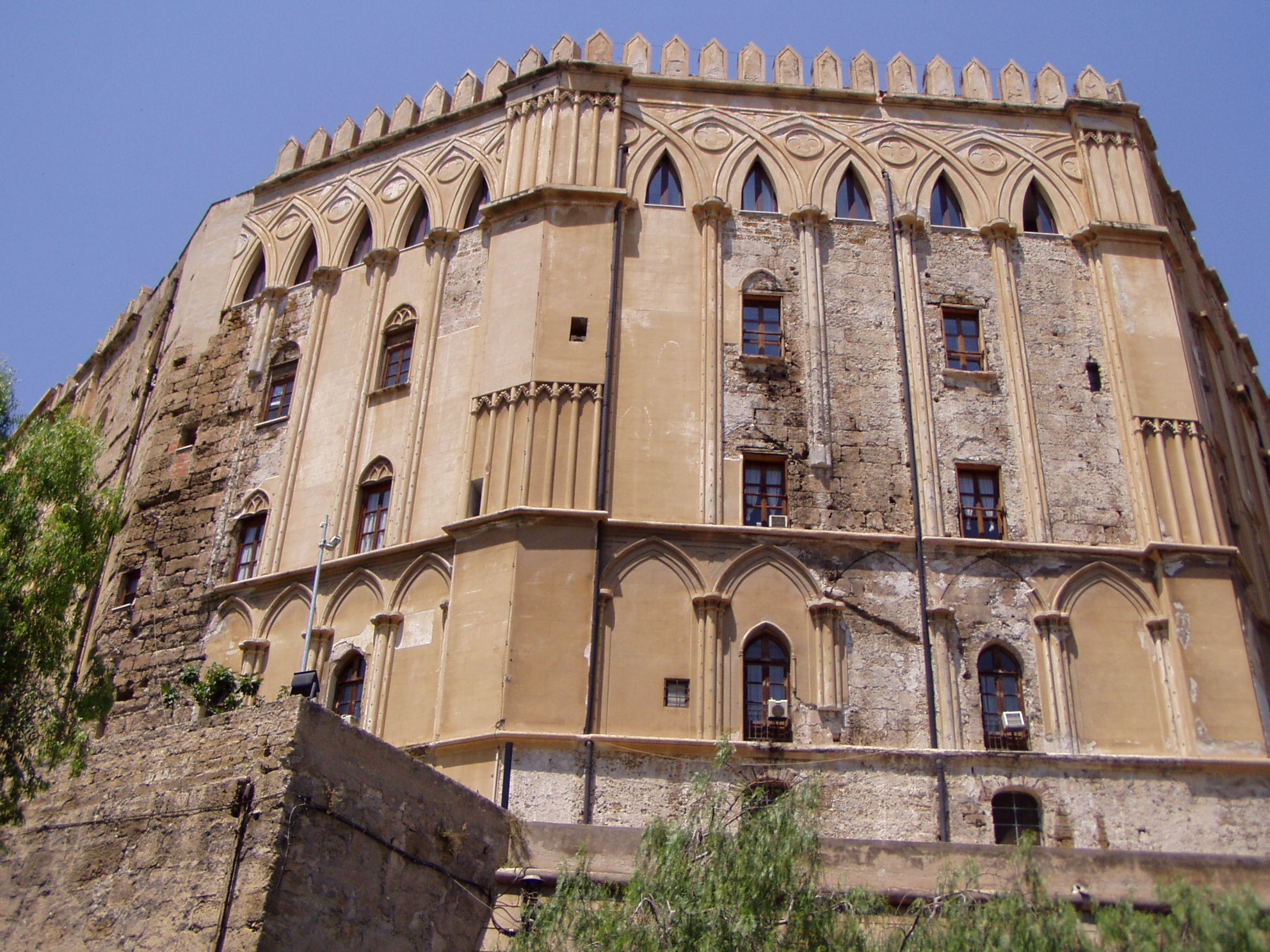
Il gran Palazzo dei Normanni.

La rilevanza della civiltà normanna a Palermo è visibile attraverso gli edifici più importanti della città, come la Chiesa della Martorana e la Cappella Palatina. Il geografo arabo Idrisi, nel libro dedicato a re Ruggero ha lasciato la testimonianza di questo magnifico periodo di fasti e ricchezza culturale.
Anche fuori della città, di incomparabile bellezza restano testimoni dell'epoca normanna il Duomo di Cefalù del 1131 ed il Duomo di Monreale del 1174.

### I normanni a Siracusa
Nel 1086, inizia la dominazione normanna a Siracusa, divenuta caposaldo della cacciata araba dall'isola. La città diviene una roccaforte militare, grazie alla sua posizione strategica. La politica del re Ruggero determina, inoltre, la costruzione di nuovi quartieri nell'isola e il rimaneggiamento della cattedrale nonché il restauro di diverse chiese, seguendo una politica di rinascita cristiana.

## I rapporti con gli Arabi

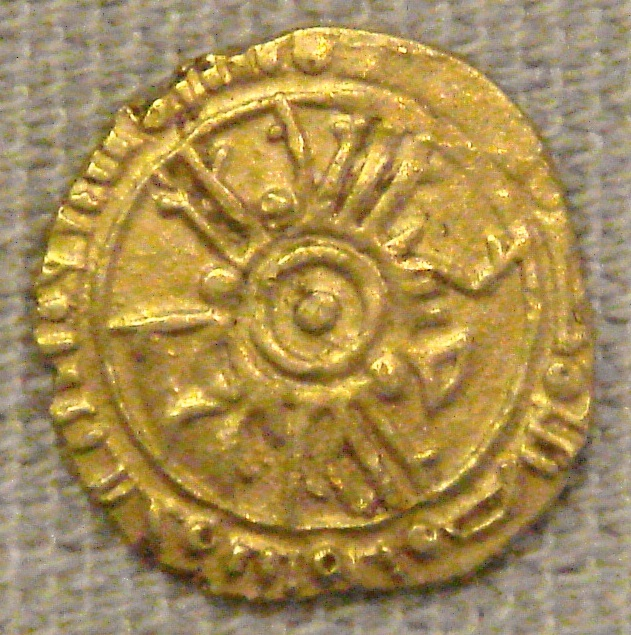
Tarì, moneta d'oro con iscrizioni arabe coniata da Ruggero II di Sicilia a Palermo

La conquista normanna dell'isola non coincise con l'eliminazione dell'elemento musulmano, numericamente ancora consistente, malgrado le molte migrazioni verso il Maghreb, la Spagna musulmana e l'Egitto. I Normanni, sul piano politico, economico e giuridico, acquisirono alcuni elementi dell'organizzazione musulmana e alcuni elementi dell'architettura araba.
Il dibattito tra gli studiosi è stato prevalentemente incentrato sull'entità e sulla stessa origine di questi apporti: Michele Amari, ipotizzando una comunità col passato islamico, sosteneva che i Normanni avessero a modello gli emiri Kalbiti; di recente, Jeremy Johns distingue tra l'eredità del passato islamico della Sicilia e specifici elementi nordafricani quali il dīwān, la firma reale, la scrittura reale, l'architettura e la decorazione dei palazzi importati dall'Egitto fatimide solo dopo l'istituzione del Regno nel 1130.
Vittorio Noto, condividendo la tesi di K.A.C. Creswell, espressa nel saggio: L'architettura islamica delle origini, sostiene che “l’architettura arabo-normanna” è una definizione impropria, poiché gli Arabi, nomadi per origine e vocazione, non furono mai portatori di una propria architettura, ma assimilarono la cultura mediorientale e neoellenica dei paesi islamizzati durante la loro avanzata, elaborando varie ed originali, sintesi architettoniche, legate ai diversi imperi. Inoltre non rimangono a Palermo tracce di grandi architetture riferibili con certezza al periodo della dominazione saracena. I monumenti siculo-normanni dei secoli XI e XII ancorché con sincretismi dei mondi, latino-bizantini ed islamici, hanno una identità euromediterranea del tutto originale e tale da costituire un capitolo a parte nella storia dell'architettura medievale. Georges Marçais, eminente arabista francese dopo alcune analisi comparate tra i monumenti siciliani ed i coevi magrebini e spagnoli dei secoli XI e XII nel suo: L'architecture musulmane d'occident, formulò l’ipotesi che gli edifici palermitani di questo periodo, siano stati impropriamente considerati, arabo-normanni, poiché con l’uso di questo termine, non solo si trascura l’origine e l’aspetto caratteristico nord europeo delle strutture in elevazione, ma altresì si definiscono di stile arabo, anche le architetture delle chiese bizantine che invece possiedono caratteri costruttivi ed architettonici originali, diversi e storicamente ben definiti. Queste osservazioni sono state, in diversi scritti, enunciate sin dalla fine dell'Ottocento da illustri viaggiatori-archeologi come: il francese Girault De Prangey, l’inglese Gally Knigth e il tedesco Goldschmidt.